# Équipe du Ghana de football à la Coupe d'Afrique des nations 2019
L’équipe du Ghana de football participe à la Coupe des nations d'Afrique 2019 organisée en Égypte du 21 juin au 19 juillet 2019. Elle est éliminée aux tirs au but par la Tunisie en huitième de finale.

## Qualifications
Le Ghana est placé dans le groupe F des qualifications qui se déroulent du 9 juin 2017 au 23 mars 2019. Il est qualifié le 3 décembre après la disqualification de la Sierra Leone

### Résultats
| Rang | Équipe   | Pts | J | G | N | P | Bp | Bc | Diff |  | Résultats (▼ dom., ► ext.) |     |     |     |
| ---- | -------- | --- | - | - | - | - | -- | -- | ---- |  | -------------------------- | --- | --- | --- |
| 1    | Ghana    | 9   | 4 | 3 | 0 | 1 | 8  | 1  | +7   |  | Ghana                      |     | 1-0 | 5-0 |
| 2    | Kenya    | 7   | 4 | 2 | 1 | 1 | 4  | 1  | +3   |  | Kenya                      | 1-0 |     | 3-0 |
| 3    | Éthiopie | 1   | 4 | 0 | 1 | 3 | 0  | 10 | -10  |  | Éthiopie                   | 0-2 | 0-0 |     |

| 11 juin 2017 | Ghana                                             | 5 - 0 | Éthiopie |                                                        |                                                        |
| 15h30 UTC    | Gyan 10e · Boye 15e · Ofori 35e · Dwamena 48e 70e | (3-0) |          | Baba Yara Stadium, Kumasi Arbitrage : Maguette N'Diaye | Baba Yara Stadium, Kumasi Arbitrage : Maguette N'Diaye |
| 15h30 UTC    | Rapport                                           |       |          | Baba Yara Stadium, Kumasi Arbitrage : Maguette N'Diaye | Baba Yara Stadium, Kumasi Arbitrage : Maguette N'Diaye |

| 8 septembre 2018 | Kenya           | 1 - 0 | Ghana |                                         |                                         |
|                  | Opoku 40e (csc) | (1-0) |       | MISC, Nairobi Arbitrage : Janny Sikazwe | MISC, Nairobi Arbitrage : Janny Sikazwe |
|                  | Rapport         |       |       | MISC, Nairobi Arbitrage : Janny Sikazwe | MISC, Nairobi Arbitrage : Janny Sikazwe |

| 18 novembre 2018 | Éthiopie | 0 - 2 | Ghana                 |                                                           |                                                           |
|                  |          | (0-2) | 3e 24e (pen.) J. Ayew | Stade d'Addis-Abeba, Addis-Abeba Arbitrage : Victor Gomes | Stade d'Addis-Abeba, Addis-Abeba Arbitrage : Victor Gomes |
|                  | Rapport  |       |                       | Stade d'Addis-Abeba, Addis-Abeba Arbitrage : Victor Gomes | Stade d'Addis-Abeba, Addis-Abeba Arbitrage : Victor Gomes |

| 23 mars 2019 | Ghana       | 1 - 0 | Kenya |                                |                                |
|              | Schlupp 82e | (0-0) |       | Accra Arbitrage : Joshua Bondo | Accra Arbitrage : Joshua Bondo |
|              | Rapport     |       |       | Accra Arbitrage : Joshua Bondo | Accra Arbitrage : Joshua Bondo |

### Statistiques

#### Buteurs
| Buts | Joueurs                                               |
| ---- | ----------------------------------------------------- |
| 2    | Jordan Ayew, Raphael Dwamena                          |
| 1    | John Boye, Asamoah Gyan, Ebenezer Ofori, Jeff Schlupp |

## Préparation
Quelques jours après la fin des éliminatoires, le Ghana reçoit la Mauritanie pour un match amical. Il s'impose 3-1.
Le Ghana effectue un stage de préparation de trois semaines à Dubaï. Il s'incline en amical face à la Namibie le 9 juin, après avoir raté deux penaltys (0-1). Le 15 juin, il concède le nul face à l'Afrique du Sud (0-0).
| 26 mars 2019 | Ghana                                      | 3 - 1 | Mauritanie |                             |                             |
|              | Appiah 3e (pen.) · Ekuban 70e · Partey 77e | (1-0) | 48e Ba     | Accra Sports Stadium, Accra | Accra Sports Stadium, Accra |

| 9 juin 2019 | Ghana | 0 - 1 | Namibie    |       |       |
| 17h30       |       | (0-1) | 35e Starke | Dubaï | Dubaï |

| 15 juin 2019 | Ghana | 0 - 0 | Afrique du Sud |                                      |                                      |
| 17h30        |       | (0-0) |                | Police Officers' Club Stadium, Dubaï | Police Officers' Club Stadium, Dubaï |

## Compétition

### Tirage au sort
Le tirage au sort de la CAN se déroule 12 avril 2019 au Caire, face au Sphinx et aux Pyramides. Le Ghana est placé dans le chapeau 2 en raison de son classement FIFA.
Le tirage au sort donne alors comme adversaires des Black Stars, le Cameroun (chapeau 1, tenant du titre et 54e au classement FIFA), le Bénin (chapeau 3, 91e) et la Guinée-Bissau (chapeau 4, 118e) dans le groupe F.

### Effectif
Une pré-sélection de vingt-neuf joueurs est annoncée le 23 mai. La liste définitive est dévoilée le 10 juin. Abdul Majeed Waris, Ebenezer Ofori, Yaw Yeboah, Mohammed Alhassan, Fatawu Safiu et Musah Nuhu sont les six joueurs non retenus.

### Premier tour
| Rang | Équipe        | Pts | J | G | N | P | Bp | Bc | Diff |  | Résultats (▼ dom., ► ext.) |     |     |     |     |
| ---- | ------------- | --- | - | - | - | - | -- | -- | ---- |  | -------------------------- | --- | --- | --- | --- |
| 1    | Ghana         | 5   | 3 | 1 | 2 | 0 | 4  | 2  | +2   |  | Ghana                      |     | 0-0 | 2-2 | 2-0 |
| 2    | Cameroun      | 5   | 3 | 1 | 2 | 0 | 2  | 0  | +2   |  | Cameroun                   | 0-0 |     | 0-0 | 2-0 |
| 3    | Bénin         | 3   | 3 | 0 | 3 | 0 | 2  | 2  | 0    |  | Bénin                      | 2-2 | 0-0 |     | 0-0 |
| 4    | Guinée-Bissau | 1   | 3 | 0 | 1 | 2 | 0  | 4  | -4   |  | Guinée-Bissau              | 0-2 | 0-2 | 0-0 |     |

     Équipe qualifiée ou victorieuse; Pts = points; J = joués; G = gagnés; N = nuls; P = perdus;
Bp = buts pour; Bc = buts contre; Diff = différence de buts
| 25 juin 2019 | Ghana                    | 2 - 2   | Bénin                      | Stade d'Ismaïlia, Ismaïlia                     |                                                |
| 22h00 CAT    | A. Ayew 9e · J. Ayew 42e | (2 - 1) | 2e 63e Poté                | Spectateurs : 8 094 Arbitrage : Youssef Sraïri | Spectateurs : 8 094 Arbitrage : Youssef Sraïri |
| 22h00 CAT    | Boye 37e, 54e · Nuhu 77e | Rapport | 46e D'Almeida · 90e Mounié | Spectateurs : 8 094 Arbitrage : Youssef Sraïri | Spectateurs : 8 094 Arbitrage : Youssef Sraïri |

| 29 juin 2019 | Cameroun | 0 - 0   | Ghana    | Stade d'Ismaïlia, Ismaïlia        |                                   |
| 19h00 CAT    |          | (0 - 0) |          | Arbitrage : Bamlak Tessema Weyesa | Arbitrage : Bamlak Tessema Weyesa |
| 19h00 CAT    |          | Rapport | 64e Nuhu | Arbitrage : Bamlak Tessema Weyesa | Arbitrage : Bamlak Tessema Weyesa |

| 2 juillet 2019 | Guinée-Bissau        | 0 - 2   | Ghana                    | Stade de Suez, Suez            |                                |
| 18h00 CAT      |                      | (0 - 0) | 46e J. Ayew · 72e Partey | Arbitrage : Eric Otogo-Castane | Arbitrage : Eric Otogo-Castane |
| 18h00 CAT      | Bura 51e · Candé 65e | Rapport | 23e Aidoo                | Arbitrage : Eric Otogo-Castane | Arbitrage : Eric Otogo-Castane |

### Phase à élimination directe
| Huitième de finale | Ghana                                         | 1 - 1 a. p.       | Tunisie                                 | Stade d'Ismaïlia, Ismaïlia                   |                                              |
| 21h00 CAT          | Bedoui 90+1e (csc)                            | (0 - 0, 1 - 1)    | 73e Khenissi                            | Spectateurs : 8 890 Arbitrage : Victor Gomes | Spectateurs : 8 890 Arbitrage : Victor Gomes |
| 21h00 CAT          | Boye 11e · Wakaso 87e · Nuhu 90e              | Rapport           | 12e Bronn · 48e Msakni ·                | Spectateurs : 8 890 Arbitrage : Victor Gomes | Spectateurs : 8 890 Arbitrage : Victor Gomes |
| 21h00 CAT          | Wakaso · J. Ayew · Ekuban · Agyepong · Partey | Tirs au but 4 - 5 | Sliti · Khazri · Bronn · Meriah · Sassi | Spectateurs : 8 890 Arbitrage : Victor Gomes | Spectateurs : 8 890 Arbitrage : Victor Gomes |

### Temps de jeu
| Joueur                |          |          |          |          | TT       | But inscrit | Passe décisive | MJ       | MT       | Légende |
| --------------------- | -------- | -------- | -------- | -------- | -------- | ----------- | -------------- | -------- | -------- | --- |
| Gardiens              | Gardiens | Gardiens | Gardiens | Gardiens | Gardiens | Gardiens    | Gardiens       | Gardiens | Gardiens | Abréviations et symboles : TT : Total de minutes jouées MJ : Nombre de matchs joués MT : Matchs joués en tant que titulaire : but : passe décisive : joueur entré : joueur remplacé : capitaine : carton jaune : carton rouge |
| Richard Ofori         | 90       | 90       | 90       | 120      | 390      | -           | -              | 4        | 4        | Abréviations et symboles : TT : Total de minutes jouées MJ : Nombre de matchs joués MT : Matchs joués en tant que titulaire : but : passe décisive : joueur entré : joueur remplacé : capitaine : carton jaune : carton rouge |
| Lawrence Ati Zigi     | -        | -        | -        | -        | -        | -           | -              | -        | -        | Abréviations et symboles : TT : Total de minutes jouées MJ : Nombre de matchs joués MT : Matchs joués en tant que titulaire : but : passe décisive : joueur entré : joueur remplacé : capitaine : carton jaune : carton rouge |
| Felix Annan           | -        | -        | -        | -        | -        | -           | -              | -        | -        | Abréviations et symboles : TT : Total de minutes jouées MJ : Nombre de matchs joués MT : Matchs joués en tant que titulaire : but : passe décisive : joueur entré : joueur remplacé : capitaine : carton jaune : carton rouge |
| Défenseurs            |          |          |          |          |          |             |                |          |          | Abréviations et symboles : TT : Total de minutes jouées MJ : Nombre de matchs joués MT : Matchs joués en tant que titulaire : but : passe décisive : joueur entré : joueur remplacé : capitaine : carton jaune : carton rouge |
| John Boye             | 90       | -        | 90       | 120      | 300      | -           | -              | 3        | 3        | Abréviations et symboles : TT : Total de minutes jouées MJ : Nombre de matchs joués MT : Matchs joués en tant que titulaire : but : passe décisive : joueur entré : joueur remplacé : capitaine : carton jaune : carton rouge |
| Jonathan Mensah       | 58       | 90       | -        | -        | 122      | -           | -              | 2        | 1        | Abréviations et symboles : TT : Total de minutes jouées MJ : Nombre de matchs joués MT : Matchs joués en tant que titulaire : but : passe décisive : joueur entré : joueur remplacé : capitaine : carton jaune : carton rouge |
| Baba Rahman           | -        | 90       | 90       | 115      | 295      | -           | 2              | 3        | 3        | Abréviations et symboles : TT : Total de minutes jouées MJ : Nombre de matchs joués MT : Matchs joués en tant que titulaire : but : passe décisive : joueur entré : joueur remplacé : capitaine : carton jaune : carton rouge |
| Lumor Agbenyenu       | 90       | -        | -        | 115      | 95       | -           | -              | 2        | 1        | Abréviations et symboles : TT : Total de minutes jouées MJ : Nombre de matchs joués MT : Matchs joués en tant que titulaire : but : passe décisive : joueur entré : joueur remplacé : capitaine : carton jaune : carton rouge |
| Joseph Larweh Attamah | -        | -        | -        | -        | -        | -           | -              | -        | -        | Abréviations et symboles : TT : Total de minutes jouées MJ : Nombre de matchs joués MT : Matchs joués en tant que titulaire : but : passe décisive : joueur entré : joueur remplacé : capitaine : carton jaune : carton rouge |
| Kasim Nuhu            | 90       | 90       | -        | 120      | 300      | -           | 1              | 3        | 3        | Abréviations et symboles : TT : Total de minutes jouées MJ : Nombre de matchs joués MT : Matchs joués en tant que titulaire : but : passe décisive : joueur entré : joueur remplacé : capitaine : carton jaune : carton rouge |
| Andy Yiadom           | 90       | 90       | 90       | 120      | 390      | -           | -              | 4        | 4        | Abréviations et symboles : TT : Total de minutes jouées MJ : Nombre de matchs joués MT : Matchs joués en tant que titulaire : but : passe décisive : joueur entré : joueur remplacé : capitaine : carton jaune : carton rouge |
| Joseph Aidoo          | -        | -        | 90       | -        | 90       | -           | -              | 1        | 1        | Abréviations et symboles : TT : Total de minutes jouées MJ : Nombre de matchs joués MT : Matchs joués en tant que titulaire : but : passe décisive : joueur entré : joueur remplacé : capitaine : carton jaune : carton rouge |
| Milieux               |          |          |          |          |          |             |                |          |          | Abréviations et symboles : TT : Total de minutes jouées MJ : Nombre de matchs joués MT : Matchs joués en tant que titulaire : but : passe décisive : joueur entré : joueur remplacé : capitaine : carton jaune : carton rouge |
| André Ayew            | 89       | 86       | 90       | 83       | 348      | 1           | -              | 4        | 4        | Abréviations et symboles : TT : Total de minutes jouées MJ : Nombre de matchs joués MT : Matchs joués en tant que titulaire : but : passe décisive : joueur entré : joueur remplacé : capitaine : carton jaune : carton rouge |
| Kwadwo Asamoah        | -        | 77       | 85       | -        | 82       | -           | -              | 2        | 1        | Abréviations et symboles : TT : Total de minutes jouées MJ : Nombre de matchs joués MT : Matchs joués en tant que titulaire : but : passe décisive : joueur entré : joueur remplacé : capitaine : carton jaune : carton rouge |
| Christian Atsu        | 90       | 14       | -        | -        | 104      | -           | -              | 2        | 2        | Abréviations et symboles : TT : Total de minutes jouées MJ : Nombre de matchs joués MT : Matchs joués en tant que titulaire : but : passe décisive : joueur entré : joueur remplacé : capitaine : carton jaune : carton rouge |
| Mubarak Wakaso        | 90       | 90       | 90       | 120      | 390      | -           | -              | 4        | 4        | Abréviations et symboles : TT : Total de minutes jouées MJ : Nombre de matchs joués MT : Matchs joués en tant que titulaire : but : passe décisive : joueur entré : joueur remplacé : capitaine : carton jaune : carton rouge |
| Afriyie Acquah        | 89       | -        | 65       | 74       | 100      | -           | -              | 3        | 1        | Abréviations et symboles : TT : Total de minutes jouées MJ : Nombre de matchs joués MT : Matchs joués en tant que titulaire : but : passe décisive : joueur entré : joueur remplacé : capitaine : carton jaune : carton rouge |
| Thomas Partey         | 90       | 90       | 82       | 120      | 382      | 1           | -              | 4        | 4        | Abréviations et symboles : TT : Total de minutes jouées MJ : Nombre de matchs joués MT : Matchs joués en tant que titulaire : but : passe décisive : joueur entré : joueur remplacé : capitaine : carton jaune : carton rouge |
| Thomas Agyepong       | 34       | -        | -        | -        | 34       | -           | -              | 1        | 1        | Abréviations et symboles : TT : Total de minutes jouées MJ : Nombre de matchs joués MT : Matchs joués en tant que titulaire : but : passe décisive : joueur entré : joueur remplacé : capitaine : carton jaune : carton rouge |
| Samuel Owusu          | 34 58    | 14       | 85       | 106      | 291      | -           | -              | 4        | 2        | Abréviations et symboles : TT : Total de minutes jouées MJ : Nombre de matchs joués MT : Matchs joués en tant que titulaire : but : passe décisive : joueur entré : joueur remplacé : capitaine : carton jaune : carton rouge |
| Attaquants            |          |          |          |          |          |             |                |          |          | Abréviations et symboles : TT : Total de minutes jouées MJ : Nombre de matchs joués MT : Matchs joués en tant que titulaire : but : passe décisive : joueur entré : joueur remplacé : capitaine : carton jaune : carton rouge |
| Asamoah Gyan          | -        | 77       | -        | 83       | 50       | -           | -              | 2        | -        | Abréviations et symboles : TT : Total de minutes jouées MJ : Nombre de matchs joués MT : Matchs joués en tant que titulaire : but : passe décisive : joueur entré : joueur remplacé : capitaine : carton jaune : carton rouge |
| Jordan Ayew           | 90       | 90       | 90       | 120      | 390      | 2           | -              | 4        | 4        | Abréviations et symboles : TT : Total de minutes jouées MJ : Nombre de matchs joués MT : Matchs joués en tant que titulaire : but : passe décisive : joueur entré : joueur remplacé : capitaine : carton jaune : carton rouge |
| Caleb Ekuban          | -        | -        | 82       | 74       | 54       | -           | -              | 2        | -        | Abréviations et symboles : TT : Total de minutes jouées MJ : Nombre de matchs joués MT : Matchs joués en tant que titulaire : but : passe décisive : joueur entré : joueur remplacé : capitaine : carton jaune : carton rouge |
| Owusu Kwabena         | -        | 86       | 65       | 106      | 83       | -           | -              | 3        | 1        | Abréviations et symboles : TT : Total de minutes jouées MJ : Nombre de matchs joués MT : Matchs joués en tant que titulaire : but : passe décisive : joueur entré : joueur remplacé : capitaine : carton jaune : carton rouge |
| Total                 |          |          |          |          |          |             |                |          |          | Abréviations et symboles : TT : Total de minutes jouées MJ : Nombre de matchs joués MT : Matchs joués en tant que titulaire : but : passe décisive : joueur entré : joueur remplacé : capitaine : carton jaune : carton rouge |
| équipe du Ghana       | 90       | 90       | 90       | 120      | 390      | 4           | 3              | 4        | -        | Abréviations et symboles : TT : Total de minutes jouées MJ : Nombre de matchs joués MT : Matchs joués en tant que titulaire : but : passe décisive : joueur entré : joueur remplacé : capitaine : carton jaune : carton rouge |